# Juliusz Padlewski-Skorupka
Juliusz Zygmunt Padlewski-Skorupka (ur. 2 marca 1884 w Brzeżanach, zm. 29 kwietnia 1940 w Katyniu) – podpułkownik piechoty Wojska Polskiego, ofiara zbrodni katyńskiej.

## Życiorys
Syn Juliusza Ludwika Ferdynanda herbu Ślepowron i Izabeli z Czerwińskich herbu Lubicz urodzony w Brzeżanach, ówczesnym mieście powiatowym Królestwa Galicji i Lodomerii. Ojciec był podpułkownikiem i komendantem 2 batalionu Galicyjskiego Pułku Piechoty Nr 55 w Brzeżanach.
W 1900, po ukończeniu czwartej klasy C. K. Gimnazjum w Brzeżanach, wstąpił do Szkoły Kadetów we Lwowie.
W 1904 rozpoczął zawodową służbę wojskową w c. i k. Armii. Został wcielony do Bośniacko-Hercegowińskiego Pułku Piechoty Nr 1, który stacjonował w Wiedniu, i którym wówczas dowodził pułkownik Artur Dąbrowski. Pułk ten był jego oddziałem macierzystym aż do 1918. W jego szeregach wziął udział w mobilizacji sił zbrojnych Monarchii Austro-Węgierskiej, wprowadzonej w związku z wojną na Bałkanach., a następnie walczył w czasie I wojny światowej. W czasie służby w c. i k. Armii awansował na kolejne stopnie w korpusie oficerów piechoty: kadeta–zastępcy oficera (1 września 1904), podporucznika (1 maja 1907), porucznika (1 listopada 1912) i kapitana (1 lipca 1915). W 1917 został oddelegowany z c. i k. Armii do Polskiej Siły Zbrojnej (niem. Polnische Wehrmacht) i przydzielony do 5 Pułku Piechoty w charakterze doradcy, a następnie do Szkoły Podchorążych w Ostrowi Mazowieckiej, w której był wykładowcą karabinów maszynowych, i w której opracował skrypt „Karabin maszynowy 08”. Wiosną 1918 wrócił do c. i k. Armii i został skierowany na front zachodni.
W listopadzie 1918 wstąpił do Wojska Polskiego. Uruchomił linię telefoniczną łączącą Ostrów Mazowiecką z Warszawą. Od 27 kwietnia 1919 do 29 czerwca 1920 dowodził 9 Pułkiem Strzelców Wielkopolskich, który w wyniku „zjednoczenia Armii Wielkopolskiej z Armią Krajową” został przemianowany na 67 Pułk Piechoty. Na czele tego oddziału walczył w powstaniu wielkopolskim, a następnie wojnie z bolszewikami . Od 25 maja 1920 pełnił obowiązki dowódcy XXXIII Brygady Piechoty. 5 lipca tego roku wyprowadził brygadę z okrążenia w rejonie miejscowości Kowale, za który to czyn został odznaczony Krzyżem Walecznych. Brygadą dowodził do 10 lipca. 15 lipca 1920 został zatwierdzony z dniem 1 kwietnia 1920 w stopniu majora, w piechocie, w grupie oficerów byłej armii austriacko-węgierskiej. Tego samego dnia minister spraw wojskowych zezwolił mu „korzystać tytularnie ze stopnia podpułkownika”. Od 10 września 1920 do 11 czerwca 1921 pełnił służbę w Dowództwie 3 Armii, a jego oddziałem macierzystym był nadal 67 pp.
16 listopada 1921 został wyznaczony na stanowisko komendanta Powiatowej Komendy Uzupełnień Nowy Targ. Pełniąc służbę na stanowisku komendanta PKU pozostawał oficerem nadetatowym 67 pp. W lipcu 1927 został przydzielony do nowo utworzonej PKU Dębica na stanowisko komendanta. Z dniem 31 grudnia 1928 został przeniesiony w stan spoczynku.
W 1934 roku pozostawał w ewidencji Powiatowej Komendy Uzupełnień Kraków Miasto. Posiadał przydział do Oficerskiej Kadry Okręgowej Nr V. Był wówczas „przewidziany do użycia w czasie wojny”.
W czasie kampanii wrześniowej 1939, po agresji ZSRR na Polskę, w nieznanych okolicznościach dostał się do niewoli sowieckiej. Od 28 października 1939 przebywał w obozie kozielszczańskim, a 4 listopada osadzono go w obozie jenieckim w Kozielsku. 28 kwietnia 1940 został przekazany do dyspozycji naczelnika Zarządu NKWD Obwodu Smoleńskiego – lista wywózkowa 052/4 z 27 kwietnia 1940. 29 kwietnia 1940 został zamordowany w Lesie Katyńskim przez funkcjonariuszy Obwodowego Zarządu NKWD w Smoleńsku oraz pracowników NKWD przybyłych z Moskwy na mocy decyzji Biura Politycznego KC WKP(b) z 5 marca 1940. Ofiary tej zbrodni grzebano w bezimiennych mogiłach zbiorowych, gdzie od 28 lipca 2000 mieści się oficjalnie Polski Cmentarz Wojenny w Katyniu. W miejscu tym prowadzone były ekshumacje i prace archeologiczne, jednak Juliusz Zygmunt Padlewski-Skorupka nie został zidentyfikowany. W Archiwum Robla w pakiecie 01625-04, 05 widnieje podpis „Padlew..." na odwrocie rysunku „Obóz oficerski Wojska Polskiego w Kozielsku, Wielkanoc 1940”, który został znaleziony przy szczątkach ppor. rez. Wilhelma Bielaczyca. 
5 października 2007 minister obrony narodowej Aleksander Szczygło mianował go pośmiertnie na stopień pułkownika. Awans został ogłoszony 9 listopada 2007 w Warszawie, w trakcie uroczystości „Katyń Pamiętamy – Uczcijmy Pamięć Bohaterów”.

### Życie prywatne
Juliusz Zygmunt Padlewski-Skorupka był żonaty z Teresą z Rosmanerów. Miał córki Julię Marię i Teresę Marię, bliźniaczki urodzone 15 kwietnia 1920.

## Ordery i odznaczenia
- Krzyż Walecznych[38][2]
- Krzyż Zasługi Wojskowej 3 klasy z dekoracją wojenną i mieczami[10]
- Krzyż Zasługi Wojskowej 3 klasy z dekoracją wojenną po raz drugi[10]
- Signum Laudis Srebrny Medal Zasługi Wojskowej z mieczami na wstążce Krzyża Zasługi Wojskowej[10]
- Signum Laudis Brązowy Medal Zasługi Wojskowej z mieczami na wstążce Krzyża Zasługi Wojskowej[10]
- Krzyż Wojskowy Karola[10]
- Krzyż Jubileuszowy Wojskowy[10]
- Medal Pamiątkowy Bośniacko-Hercegowiński[10]
- Krzyż Pamiątkowy Mobilizacji 1912–1913[10]
- Odznaka Honorowa Czerwonego Krzyża 2 klasy z dekoracją wojenną (1915)[39]